# 二十世紀科學演變年表
二十世紀的科學演變年表按年份列出20世紀人類的科學成就。

## 重大成就
1. 愛因斯坦的相對論
2. 量子力学（包括量子场论、量子电动力学、量子色动力学）的建立
3. 抗生素的发现
4. 胰岛素的发现
5. DNA的發現
6. 核能的發現
7. 電腦的誕生
8. 汽車的出現
9. 飛機的出現
10. 航太技术

## 年表

### 1900年－1930年
- 19世紀末－20世紀初：居禮夫人，研究元素的天然放射性，发现钋和镭
- 1897年：约瑟夫·汤姆孙发现电子
- 1900年：12月14日，普朗克第一次提出量子的概念，被视作量子力学的诞生日
- 1903年：萊特兄弟制造的飛機在美國起飛
- 1905年：爱因斯坦提出狭义相对论
- 1911年：拉塞福發現原子是由一個原子核和环绕在外的電子組成的
- 1911年：海克·卡末林·昂內斯发现超导现象
- 1912年：魏格纳發表大陸漂移說
- 1915年：爱因斯坦提出广义相对论
- 1917年：卢瑟福逐渐通过α粒子发现氢原子核以及（1919年）质子
- 1919年：廣播電台的問世
- 1922年：美國天文學家艾德文哈勃發表─每個銀河系是由數以百萬記的恒星組成
- 1924年：蘇俄 亞歷山大歐巴林發表生物是由無機慢慢演變成有機生物的
- 1925年：約翰貝爾德發明第一台電視
- 1926年：薛定谔提出薛定谔方程。
- 1926年：美國罗伯特·戈达德發射第一枚液体火箭（60公呎）
- 1928年：喬治甘模─發現太陽能是由氫轉變成氦所產生的能量（核融合）[來源請求]
- 1930年：電子顯微鏡的問世

### 1931年－1960年
- 1932年：查德威克发现中子
- 1934年：義大利費米发现核反应现象
- 1935年：卡罗瑟斯发明尼龙
- 1935年：汤川秀树提出了第一个重要的核子间强相互作用的理论
- 1937年：彼得·卡皮查发现超流体。之后1940年朗道给出了理论解释
- 1940年：雷射 （激光）技術誕生
- 1940年：立體攝影的實驗開始
- 1942年：第一個原子反應爐在美國完成
- 1944年：第一台電腦誕生
- 1945年：美國發射第一顆原子彈，全世界見識到原子能量的巨大威力
- 1947年：12月23日，威廉·肖克利、约翰·巴丁等人制造出世界上第一只晶体管
- 1948年：费曼等人提出量子电动力学
- 1940年代后期：罗伯特·伯恩斯·伍德沃德完成了一系列全合成，包括利血平和马钱子碱
- 1952年：美國發射第一顆核融合彈（氫彈），威力是投在廣島的飛彈的500倍
- 1953年：美國的詹姆斯·沃森和英國的弗朗西斯·克里克發現脱氧核醣核酸（DNA）的双螺旋结构
- 1954年：杨振宁和罗伯特·米尔斯发表了论文《同位旋守恒与同位旋规范不变性》，标志者非阿贝尔规范理论的开端。
- 1956年：李政道和杨振宁发表了论文《弱相互作用中的宇称守恒质疑》
- 1957年：蘇聯發射世界上─第一個人造衛星
- 1959年：蘇聯太空探測器─在月球拍攝第一張照片

### 1961年－1999年
- 1961年：美國水手二號到达金星
- 1961年：水手四號經過火星
- 1964年：发现宇宙3K背景輻射
- 1967年：南非外科醫生 巴納德第一次─心臟外科移植手術
- 1967年：乔丝琳·贝尔和安東尼·休伊什检测射电望远镜收到的信号时发现了脉冲星有规律的脉冲信号，
- 1969年：阿波羅11號任務─尼爾·阿姆斯壯與伯茲·艾德林第一個踏上月球的人
- 1973年：將核醣核酸（DNA）的碎片─插入遺傳性病毒和細菌
- 1973年：小林诚和益川敏英在实验上观察到CP破坏，并提出两种新夸克，顶夸克和底夸克；夸克的味增加到六种
- 1978年：英國科學家製造試管嬰兒
- 1983年：凯利·穆利斯发明聚合酶链式反应方法
- 1986年：卡爾·米勒及約翰內斯·貝德諾爾茨發現（銅氧化物）高温超導體
- 1995年；费米实验室发现顶夸克；至此六味夸克全部被发现

## 相關
- 二十世紀
- 二十世紀的科學成就

年表：
- 化学年表#20世纪
- 物理：
  - 基础物理发现年表（英语：Timeline of fundamental physics discoveries）
  - 原子與次原子物理年表（英语：Timeline of atomic and subatomic physics）
  - 太陽物理年表#20世纪
  - 粒子发现年表
- 发明年表#20世纪
- 医学和医疗技术年表